# Bass Rock fyr
Bass Rock fyr är en fyr på den obebodda klippön Bass Rock omkring 5 kilometer nordost för  North Berwick i Skottland.
I juli 1897 beslöt Northern Lighthouse Board att bygga två fyrar på var sin sida av den södra mynningen till Firth of Forth. Fyren och fyrvaktarbostaden på Bass Rock ritades av Robert Stevensons son David Stevenson och kostade 8 087 pund att bygga. Fyrlyktan, som eldades med förgasad fotogen, tändes första gången den 1 november 1902.
En tryckluftsdriven mistlur installerades på den nordöstra delen av ön år 1907 och  en stig anlades dit från fyren. Fyren elektrifierades och  automatiserades 1988 och mistluren togs ur funktion i samband med avbemanningen. Den styrs från Northern Lighthouse Boards kontor i Edinburgh.

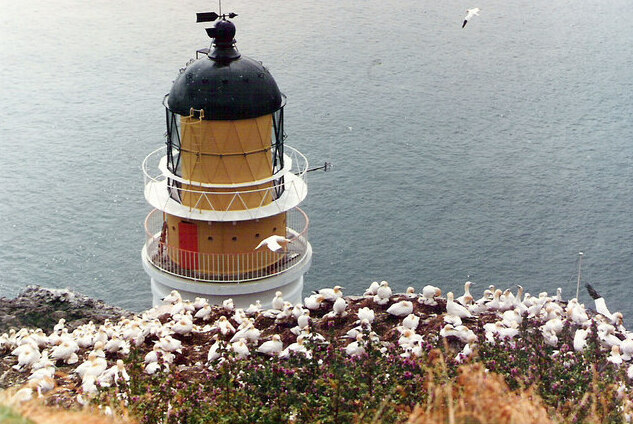
Närbild på lanterninen med häckande sulor på klippkanten.

Bass Rock är en viktig häckningsplats för sjöfåglar, främst sulor och har givit havssulan det latinska namnet Morus bassanus. Mellan 30 000–40 000 par beräknas häcka på ön varje år. Ön är privatägd och kan endast nås med båt. 
Fyrplatsen är inte öppen för allmänheten men kan ses från båten på de utflykter för fågelskådare som utgår från North Berwick.